# Santa Eugénia de Rio Covo
Santa Eugênia de Rio Covo es una freguesia portuguesa del concelho de Barcelos, con 3,03km² de superficie y 1399 habitantes (2001). Densidad de población: 461,7 hab/km².